# Rhyticeros plicatus
Rhyticeros plicatus este o specie de pasăre rinocer care trăiește în foliajul pădurilor din Wallacea⁠(d) și Melanezia. Numele său local în Tok Pisin este kokomo.
Anterior, această pasăre rinocer a fost plasată în genul Aceros. Aceasta a fost de multe ori comasată cu R. subruficollis⁠(d) și uneori considerată a include R. narcondami și R. undulatus⁠(d) ca subspecii.

## Descriere

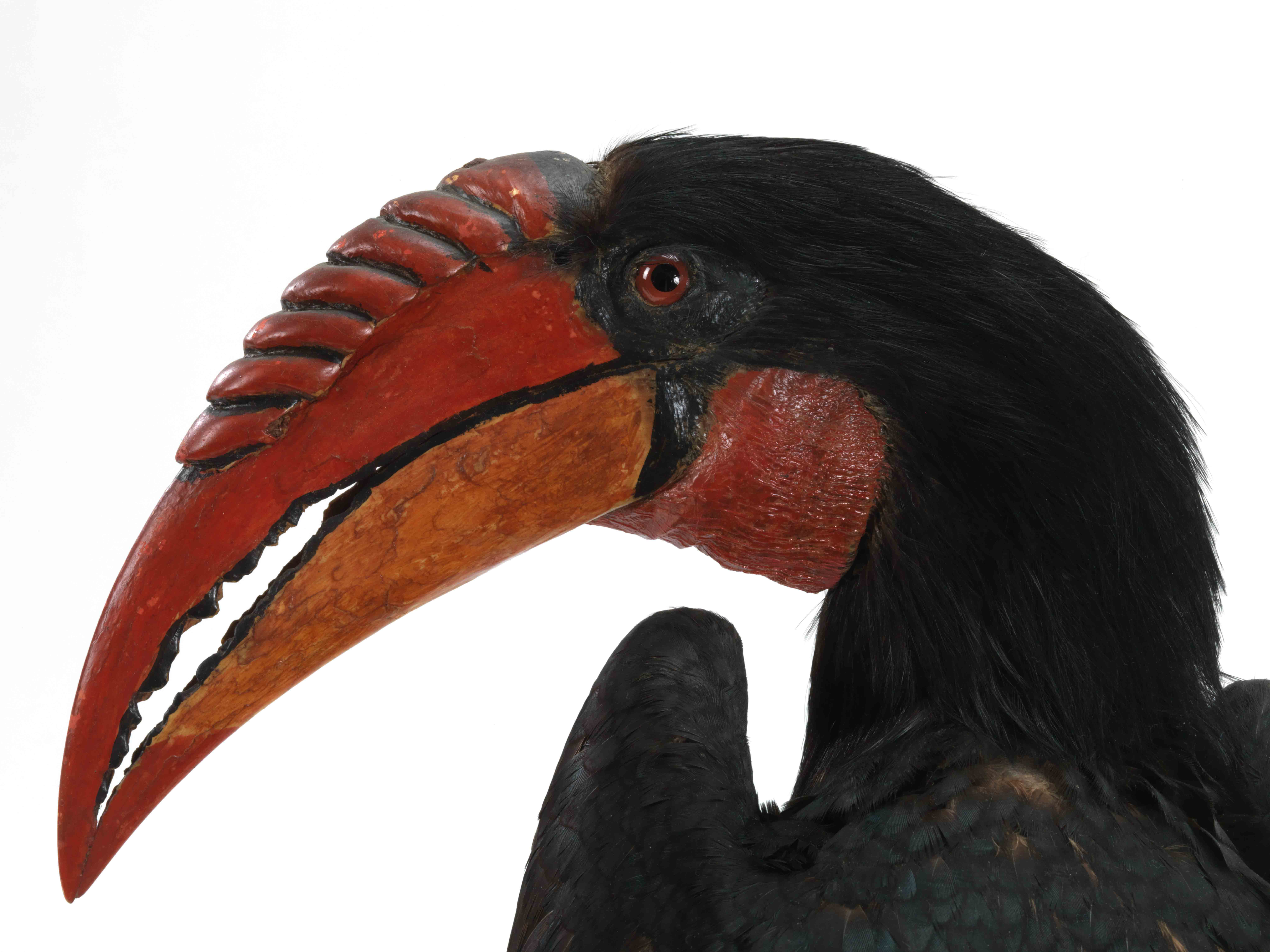
Detaliu al capului păsării rinocer

Având până la 91 cm în lungime, masculul adult are în principal penaj negru, cu un cap auriu sau portocaliu, gât alb și o coadă albă. Irișii săi sunt maro roșcat, iar ochiul este înconjurat de piele albastră deschisă. Femela este o pasăre mai mică, în principal neagră, cu gât și coadă albă. Ambele sexe au ciocul foarte mare, cu ciocul și casca de culoare bej. Păsările tinere din ambele sexe seamănă cu masculul adult. Adulții au până la opt falduri pe casca palidă, în funcție de vârstă, în timp ce păsările tinere nu au nici unul.
În zbor, sunetul aripilor sale este puternic și distinct, un zgomot grăbit care a fost comparat cu sunetul aburului care iese dintr-o locomotivă cu aburi. Pasărea produce o gamă largă de sunete ca un grohăit gutural și râs.

## Subspecii
Diverse subspecii au fost descrise în arealul său:
- R. p. plicatus (Forster, 1781) – Molucele de Sud
- R. p. ruficollis (Vieillot, 1816) – Molucele de Nord și Papua de Vest, spre est spre Zonele Muntoase din Sud și Provincia Simbu, Papua Noua Guinee
- R. p. jungei Mayr, 1937 – Estul Noii Guinee și în vest până la Râul Fly
- R. p. dampieri Mai, 1934 – Arhipelagul Bismarck
- R. p. harterti Mai, 1934 – Bougainville și Insulele Buka
- R. p. mendanae Hartert, 1924 – Insulele Solomon de la Choiseul la Guadalcanal și Malaita⁠(d)

## Răspândire și ecologie
Această pasăre rinocer este întâlnită în pădurile de câmpie, de la nivelul mării până la 1.200–1.500 m deasupra nivelului mării, în Moluce, Noua Guinee, Arhipelagul Bismarck și în Orientul Îndepărtat, în Insulele Solomon. Este singura specie de pasăre rinocer nativă în Noua Guinee și una dintre cele mai mari păsări zburătoare din regiune.
Dieta sa constă în principal din fructe, în special smochine, ocazional suplimentată cu insecte și alte animale mici.
Specia cuibărește în scorburi mari în pădurea tropicală, de la cel puțin 18 metri până la 30 metri deasupra solului. Femela este închisă în cavitatea cuibului pe toată perioada de incubație și creșterii puilor, fiind în mare parte sigilată în interior prin tencuirea intrării cu un amestec de pulpă de fructe și lemn putred, lăsând doar o deschidere îngustă prin care masculul o hrănește. Femela depune aproximativ două ouă.

### Stare de conservare și relația cu oamenii
Încă răspândită în întregul său areal extins, specia este evaluată ca neamenințată cu dispariția pe Lista Roșie a IUCN a speciilor amenințate. Cu toate acestea, este supusă presiunii de vânătoare de către unele grupuri tribale, care îi folosesc penele în pălării, ciocul ca podoabă personală, iar mandibula inferioară ca vârf de suliță. În consecință, devine din ce în ce mai rară în unele zone din Noua Guinee. Pe de altă parte, această specie a rezistat zeci de milenii de presiune umană de vânătoare. Deci, atâta timp cât habitatul său este suficient protejat, este puțin probabil ca vânătoarea singură să se dovedească o amenințare semnificativă, cu excepția cazului în care creșterea populației umane duce la creșteri concomitente ale presiunilor de vânătoare.